# Prunel·la blanca
La prunel·la blanca (Prunella laciniata) és una espècie que pertany a la família de les lamiàcies.

## Etimologia
- Prunella: aquest mot esdevé de l'entrecreuament del mot del llatí baix brunus (bru, morè) i el derivat en -ella del llatí pruna (brasa, sutge), s'ha volgut relacionar amb el mot alemany bräune (angines).[2]
- laciniata: deriva del llatí lacer (estripar, destrossar) pel limbe de les seues fulles.[3]

## Noms vernacles
brunella (C), brunella blanca, herba de les ferides (PV), herba de la prunel·la (B), herba de la prunella (B), herba del traïdor blanca (C), prunella, prunel·la blanca, prunella blanca i prunel·la laciniada.

## Habitat i distribució
Habita pastures mesòfiles humides situades a camps de conreu, vores de camins i llocs alterats, de l'estatge subalpí a la terra baixa mediterrània, i rara o nul·la a les terres poc plujoses. Creix a plena llum encara que suporta ombra. Necessita calor i no suporta les gelades tardanes ni les temperatures extremes. És una planta indicadora de sequedat moderada i alcalinitat, ja que viu en sòls rics en bases (pH 5,5-8), i molt pobres en nitrogen.
Presenta una distribució eurosiberiana i mediterrània. Es localitza a Europa central i septentrional, i també al voltant del Mar Negra, al nord d'Àfrica i sud-oest d'Àsia. A pràcticament la totalitat de la península Ibèrica. Als Països Catalans es pot trobar als Pirineus, contrades marítimes i terres muntanyoses (de la Vall d'Aran i de la Noguera, al Rosselló i al Baix Llobregat, al territori catalanídic al sud del Llobregat, fins al Baix Ebre i al Matarranya, penetra fins a la Segarra i al Segrià) a una altitud de 0 a 2100 msnm. També es troba a les Muntanyes Catalanídiques meridionals (L'Alt Maestrat, L'Alcalatén, la Plana Baixa, etc.), al territori serrànic (Els Serrans, L'Alt Palància, la Vall de Cofrents, etc.), al territori mediovalentí (El Camp de Morvedre) i al territori diànic (La Ribera Baixa i la Marina Baixa) a una altitud de (100) 400-1525 msnm. Pel que fa a les Illes Balears es troba a Mallorca (Serra de Tramuntana), a Menorca i a Eivissa, entre els 200 i els 1000 msnm. S'han trobat individus a l'est dels Estats Units.

## Descripció
Hemicriptòfit de 10–37 cm d'alçària, de base llenyosa, estolonífera. Les tiges amb indument dens en la part superior, amb pèls antrorsos o quasi aplicats, a vegades amb pèls als vèrtexs, altres vegades glabrescents, amb pèls o rogencs o blanquinosos. Les fulles mesuren 3,5-18 x 0,8-3,1 cm, més o menys dividides, generalment amb 1-2 lacínies a cada banda, lobulades o dentades, a vegades lanceolades, sobretot les basals, que solen ser senceres, més o menys piloses, especialment en el revés i els nervis, a vegades amb pèls blanquinosos. El pecíol fa 1-6,5 cm. La inflorescència és una espiga de 1,7-5,3 x 1,4–2 cm, formada per 3-9 verticil·lastres, en general cilíndrica, amb un parell de fulles subjacents. Les bràctees són de 0,8-1,4 x 1,2-1,6 mm, amplament ovades, acuminades, amb nervació reticulada, amb alena de 0,5-0,6 mm, generalment corbades, de color verd pàl·lid, a vegades color porpra. Les flors presenten pedicel de 2–3 mm. El calze fa 8–10 mm amb un tub amb 13 nervis, amb pèls dispersos i tesos en els nervis, densament pilós en la part basal. El llavi superior té tres dents d'1 mm, generalment reduïts a apicles, i el llavi inferior fa 6,5–8 mm, a més hi ha una escletxa entre les dues dents de 2,5-3,5 mm, amb cilis a les inferiors i en els marges laterals del llavi superior. La corol·la té 14–16 mm, és de color blanc o crema, a vegades porpra, amb el llavi superior de 3–6 mm i l'inferior amb el lòbul central de 2–3 mm, a vegades de vora fimbriada, amb lòbuls laterals més xicotets. El fruit és una núcula de 1,8 x 1,2 mm, trígona, llisa, de color castany clar i amb apicle blanquinós. Floreix de maig a l'agost. El seu nombre cromosòmic és 2n = 28, 32.

## Taxonomia
Les espècies del gènere Prunella s'hibriden amb facilitat; Prunella laciniata forma híbrids de manera natural amb Prunella grandiflora, Prunella hyssopifolia i Prunella hyssopifolia.

### Prunella grandifloraxPrunella laciniata(=Prunella x bicolor)
Híbrid natural present allà on conviuen ambdues espècies. Es un poc més menuda que prunel·la grandiflora (5–30 cm) i floreix de juny a agost. Té trets intermedis de les seues espècies parentals, fulles caulinars lobulades o lleugerament pinnatipartides, pilositat més densa que prunel·la grandiflora però menor que la prunel·la blanca, corol·la més menuda que prunel·la grandiflora, de color violeta, rosa o una combinació de rosat i groguenc. Té una distribució latesubmediterrània, s'ha citat a l'Estat espanyol, França, Suïssa, Àustria, Txecoslovàquia, Ucraïna i Croàcia, creix en pastures i boscos clars humits.

### Prunella hyssopifoliaxPrunella laciniata(=Prunella × codinae)
Híbrid natural que es pot trobar on ambdues espècies parentals se solapen. S'ha citat al Migdia francès (Aveyron) i al Sistema Ibèric (Sòria i Terol).

### Prunella laciniata x Prunella vulgaris(=Prunella x intermedia)
Fulles superiors pinnatipartides, com P. laciniata, de pilositat més abundant que prunel·la vulgar i corol·la més aviat de color blau - violat. Apareix en prats més o menys humits, sobre sòls de naturalesa calcària, allà on hi ha contacte d'ambdues espècies parentals, s'ha citat a Croàcia, Gran Bretanya, França i a la península Ibèrica.

## Usos
Com la resta d'espècies d'aquest gènere, la prunel·la blanca s'empra en tractaments en ferides i contusions. En jardineria és una bona planta de cobertura, ideal per controlar l'erosió en terreny escarpat i pendents accidentades. A més, té la mida perfecta per a jardins de rocalla i per al front de vores florals. Interessant com a planta insectari per atraure pol·linitzadors.

## Galeria

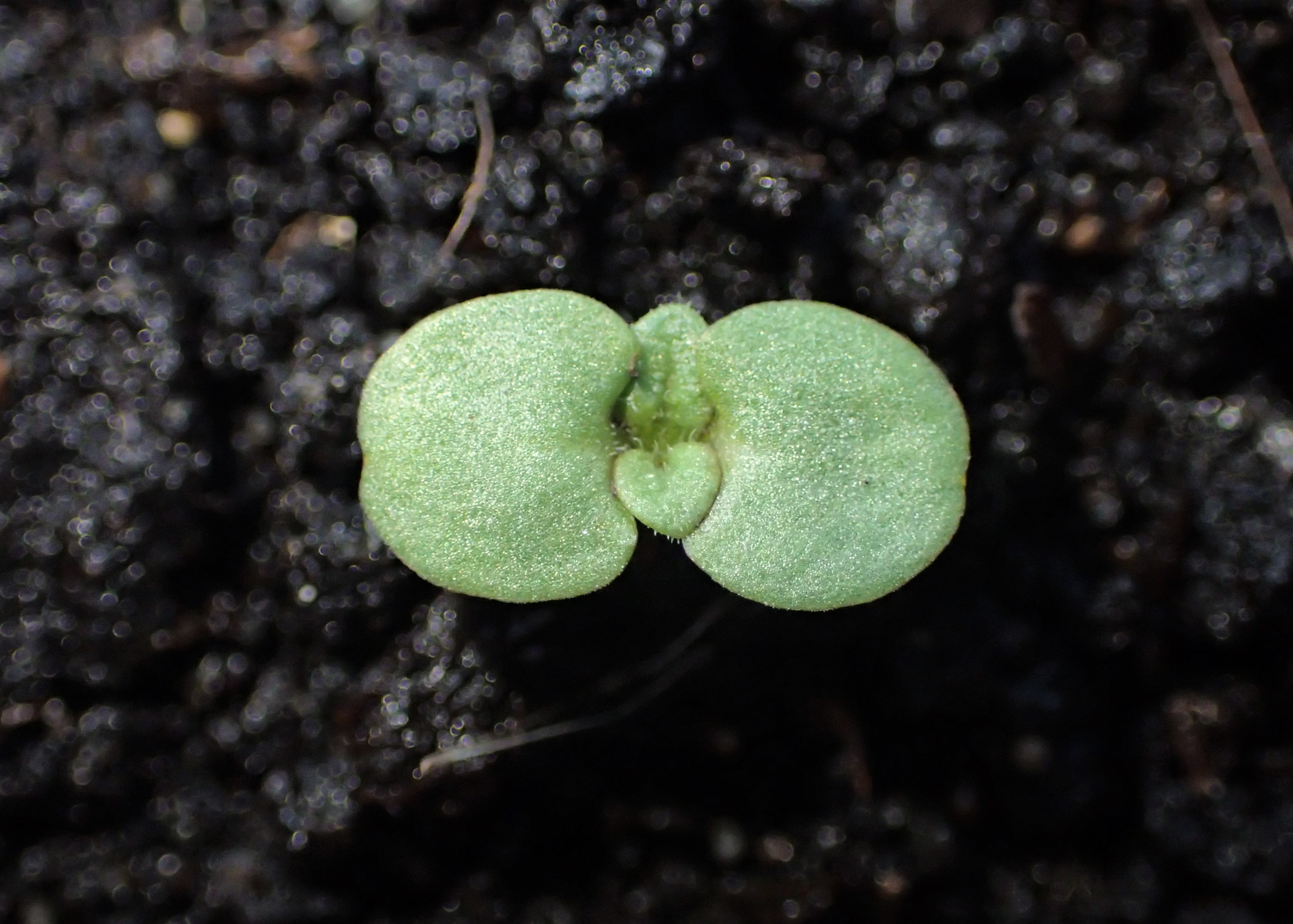
Plàntula (cotiledons)
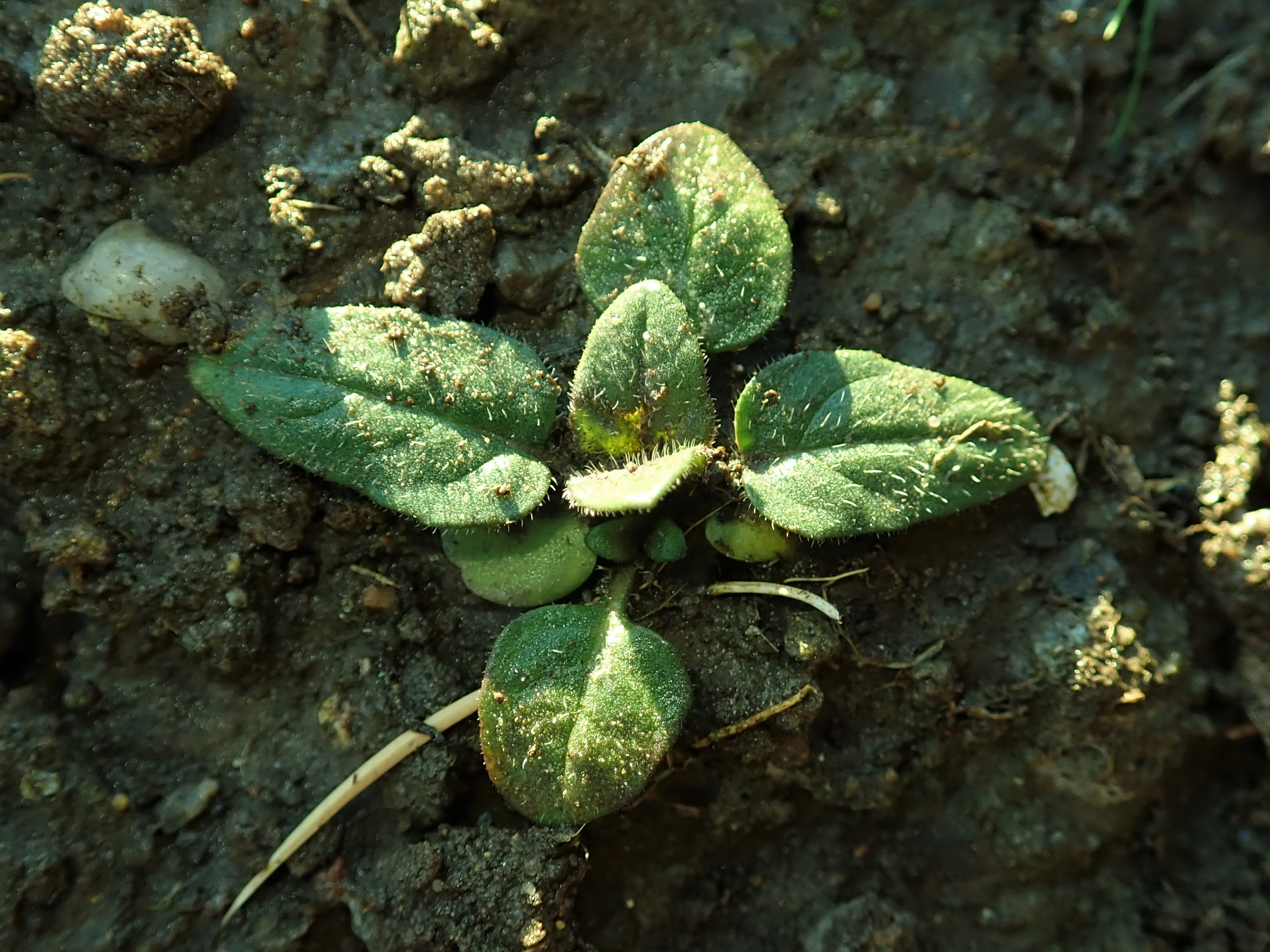
Plàntula (fulles vertaderes)
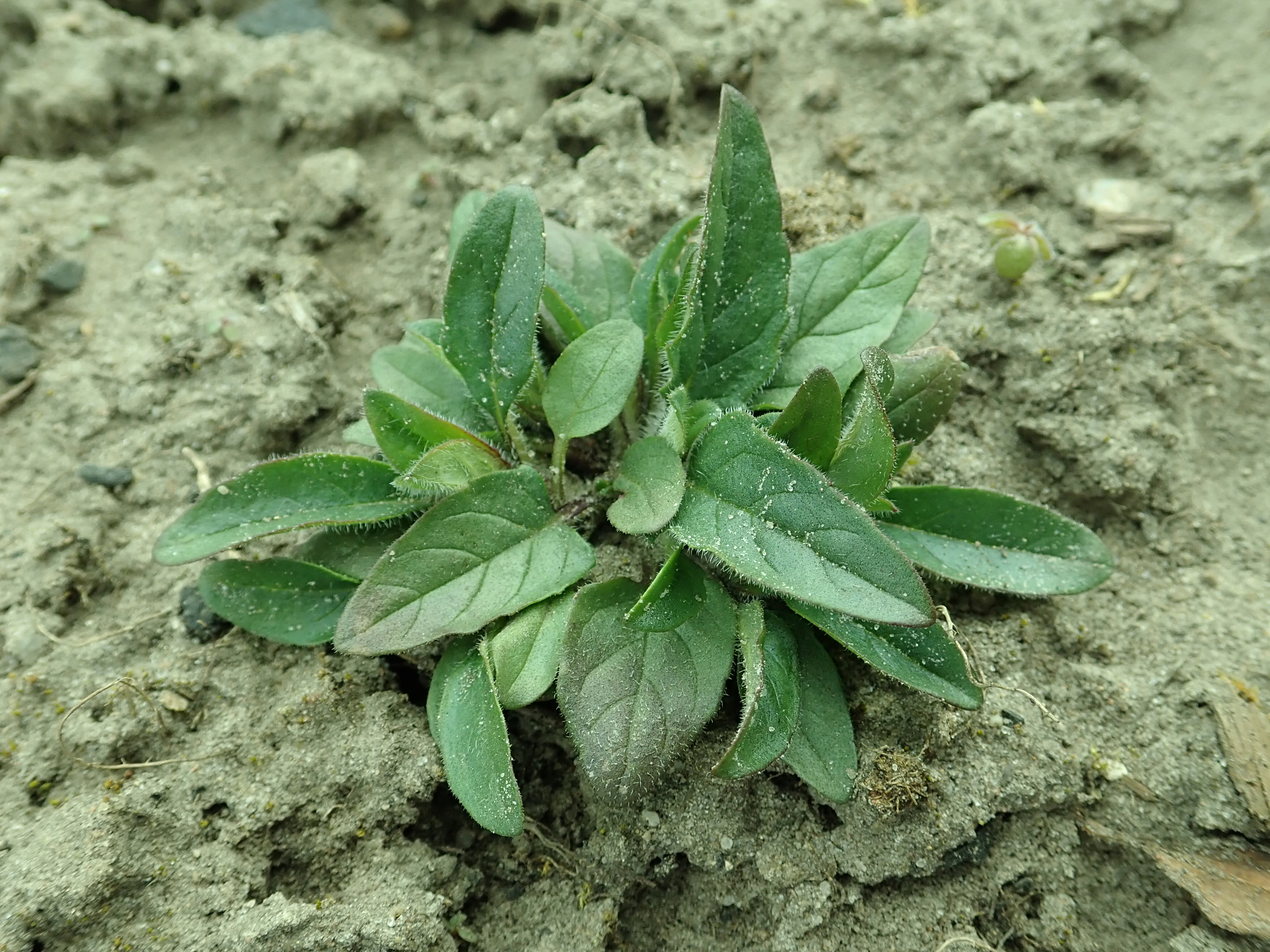
Roseta basal
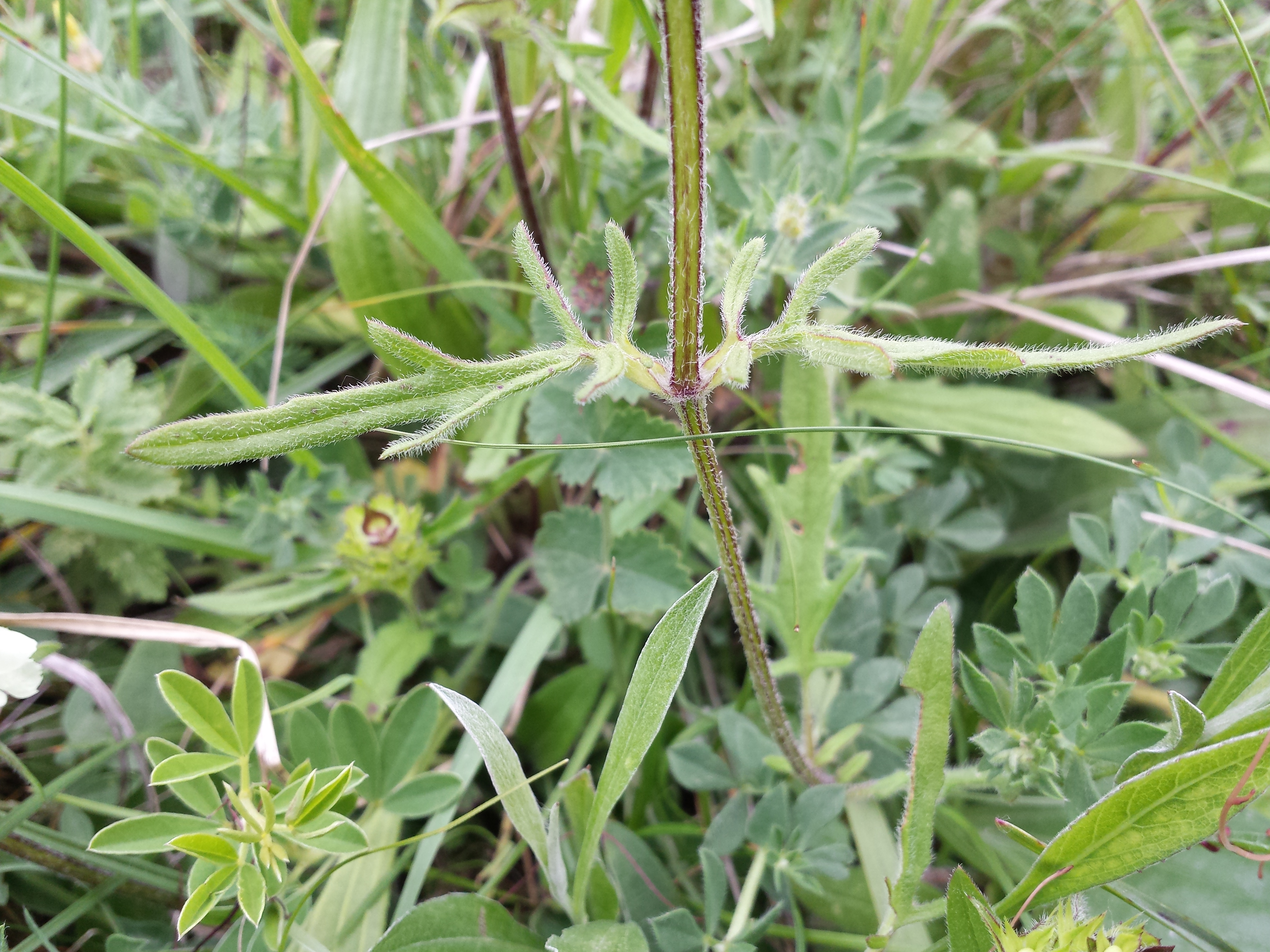
Fulles axials
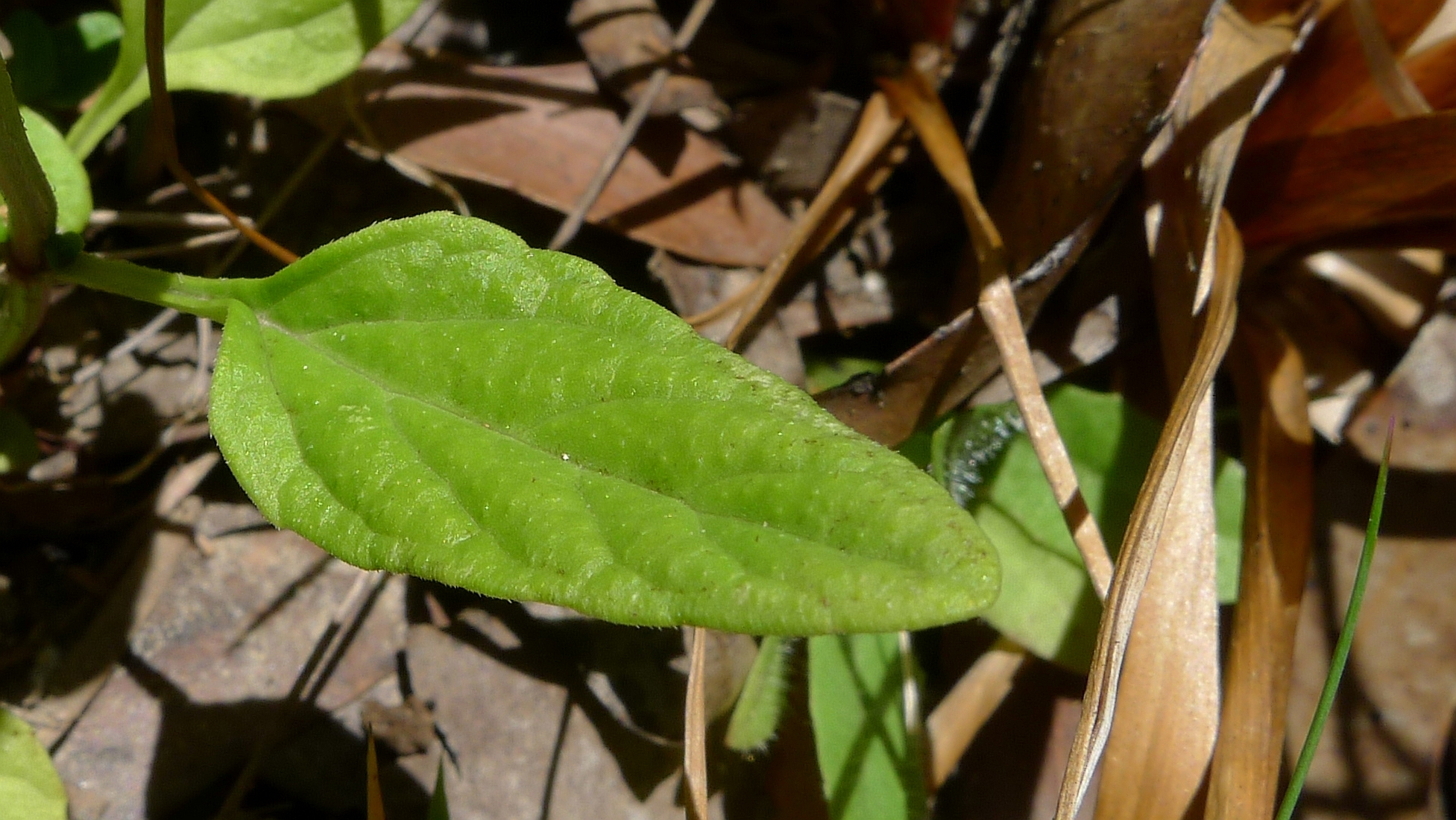
Fulla (revers)
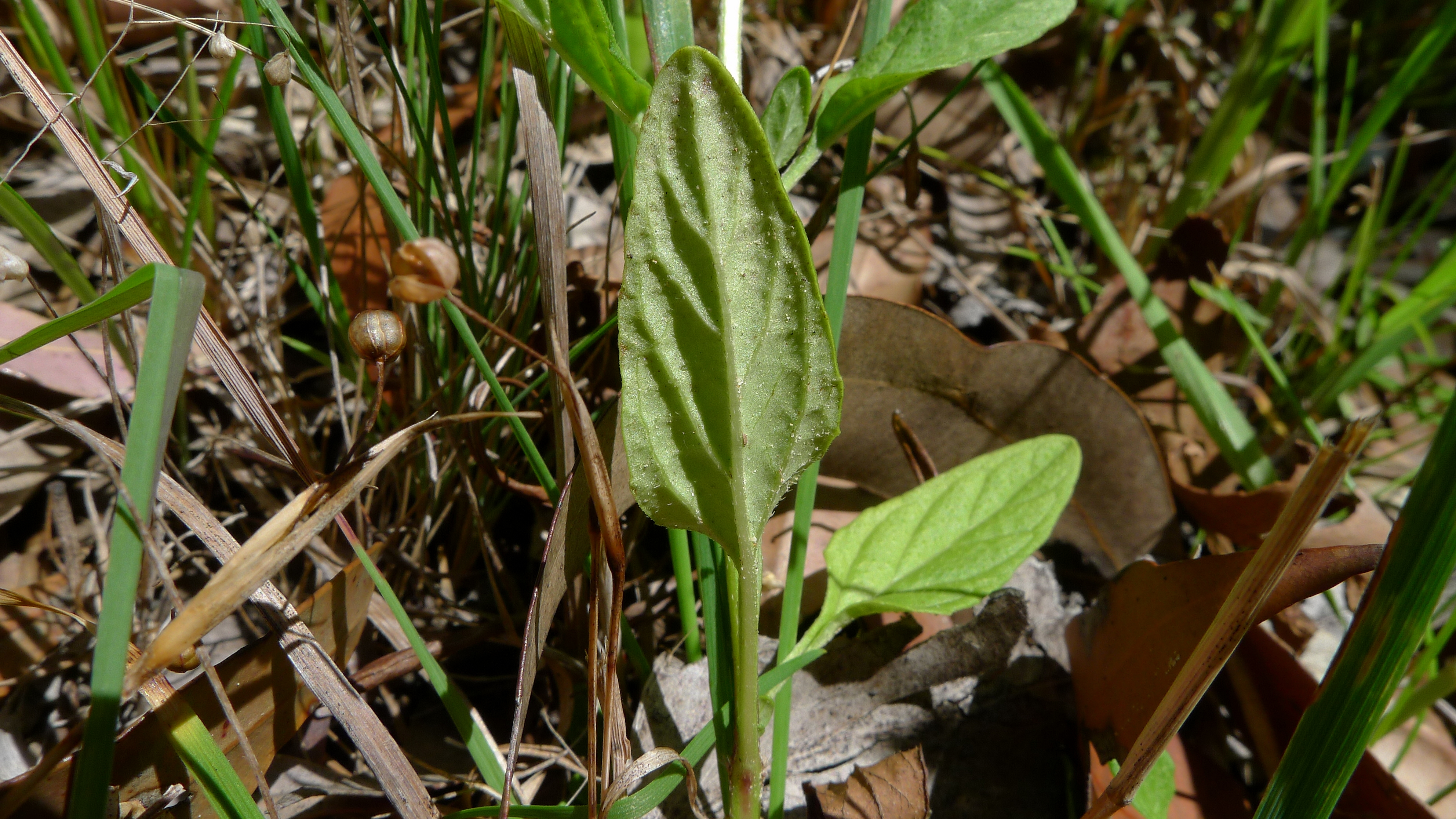
Fulla (anvers)
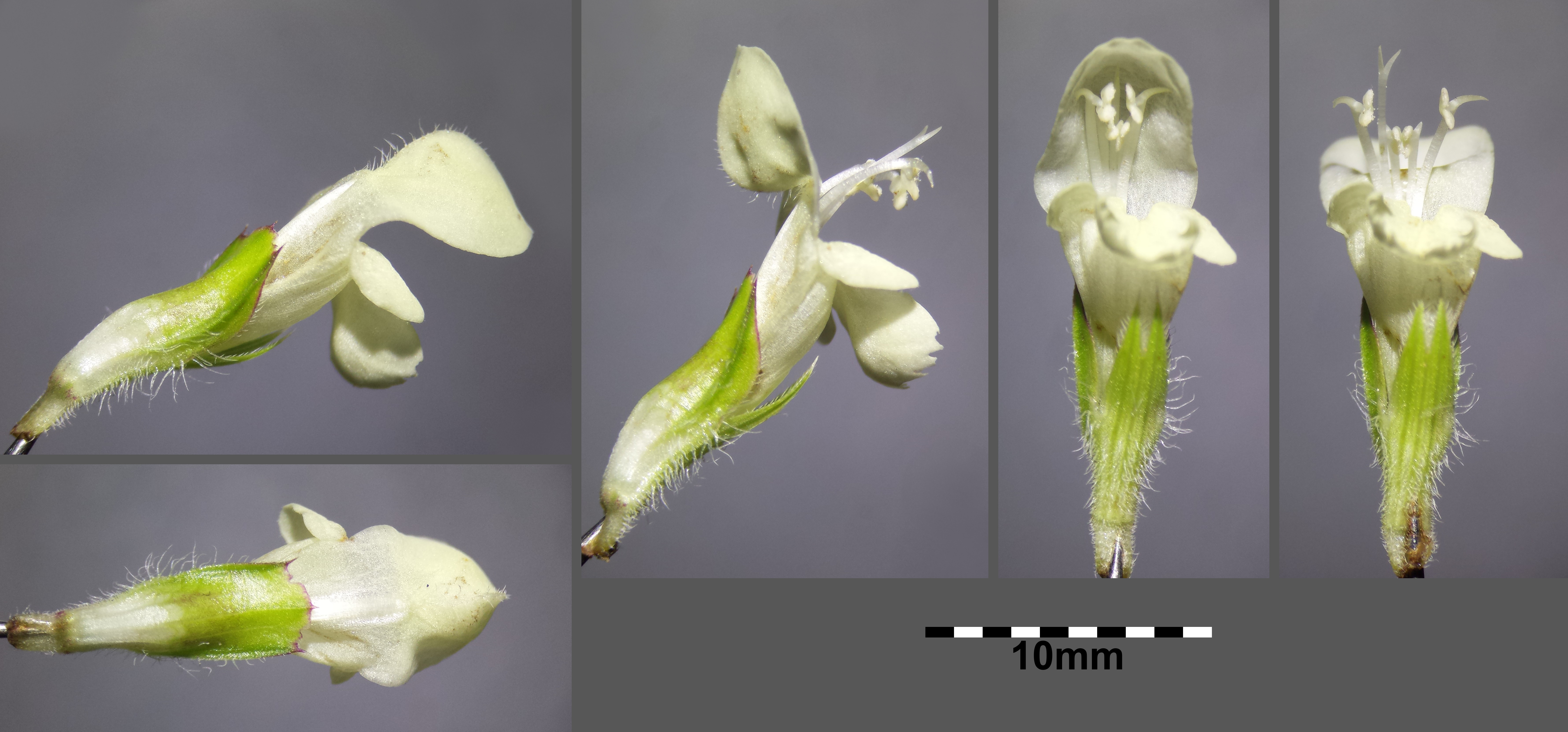
Flor (detall)
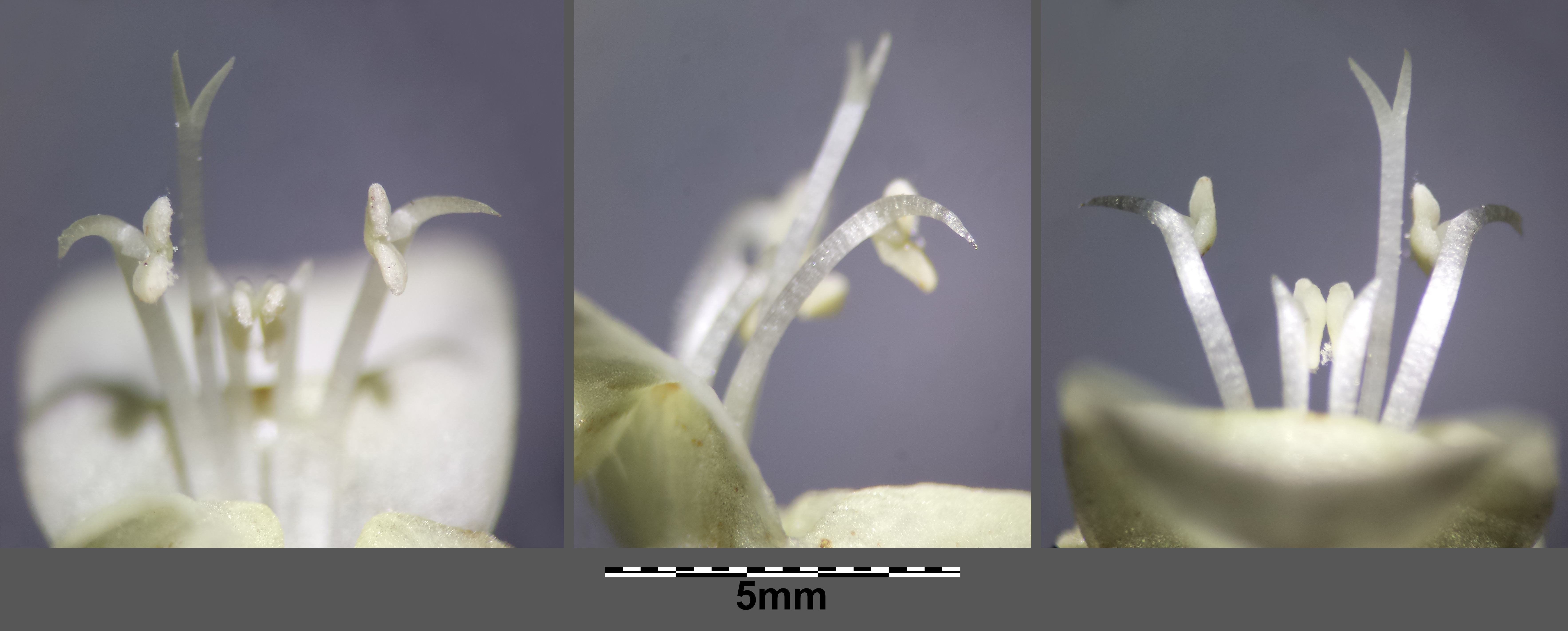
Androceu i gineceu (detall)
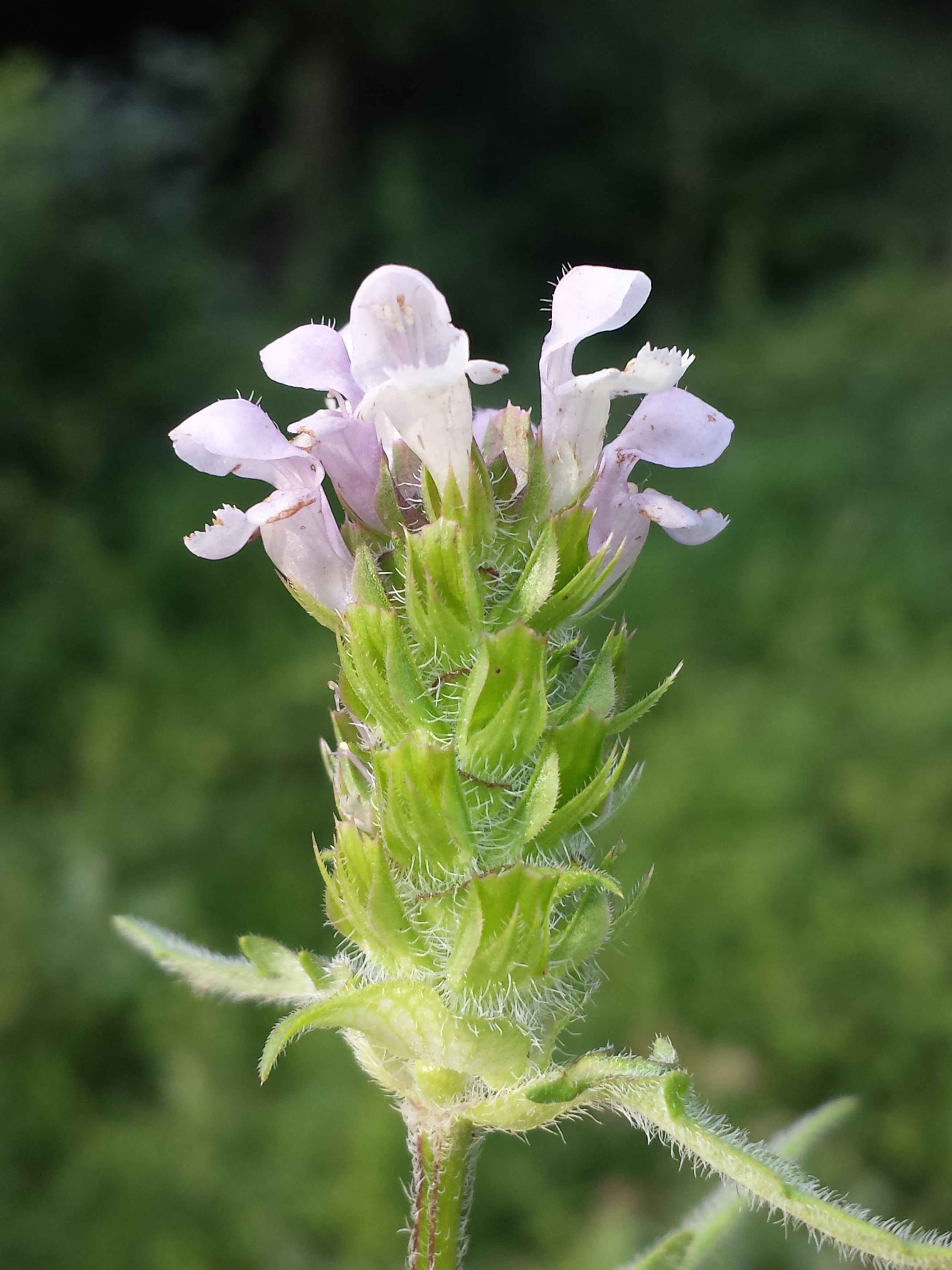
Inflorescència (perfil)
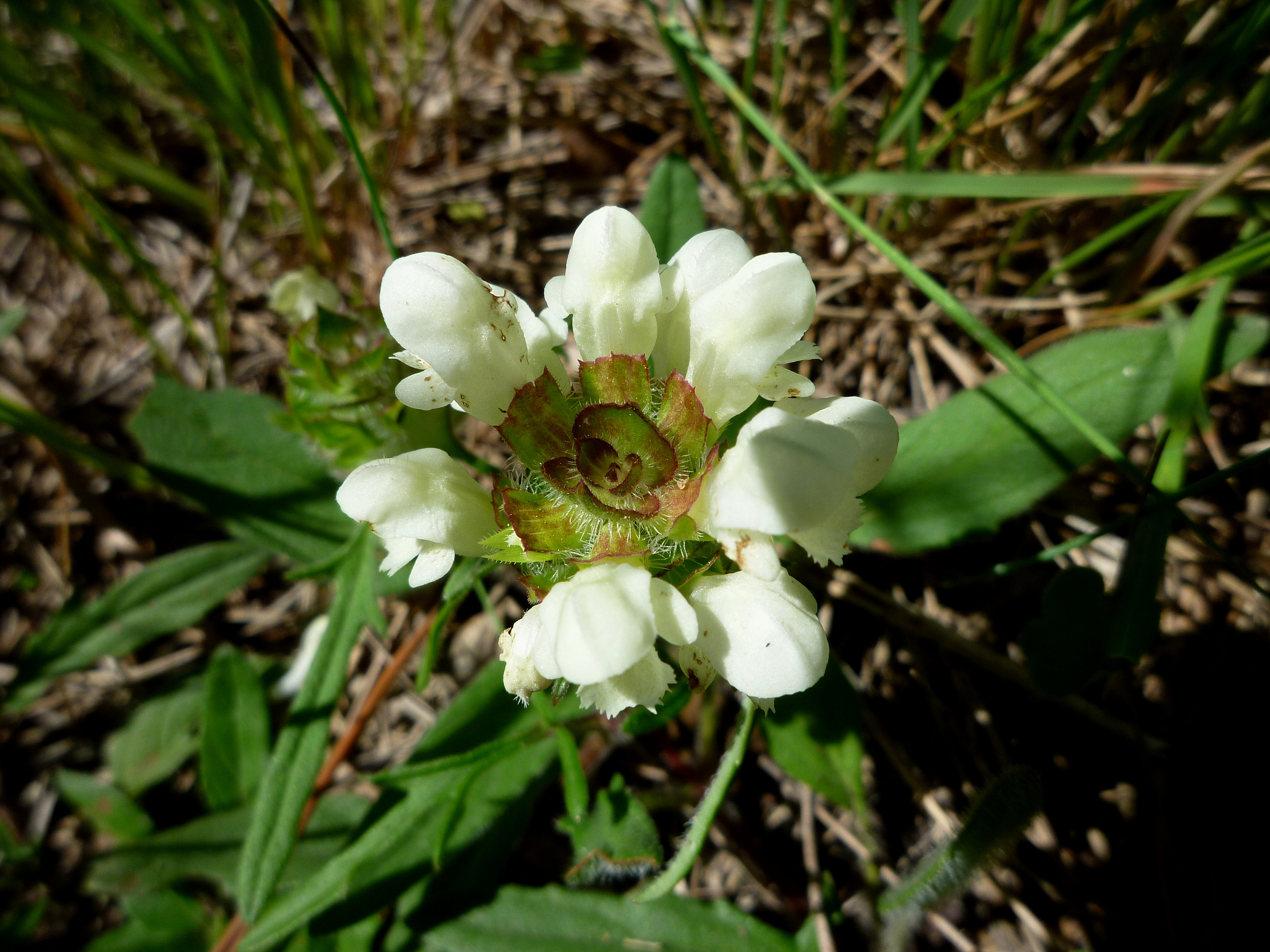
Inflorescència (zenital)
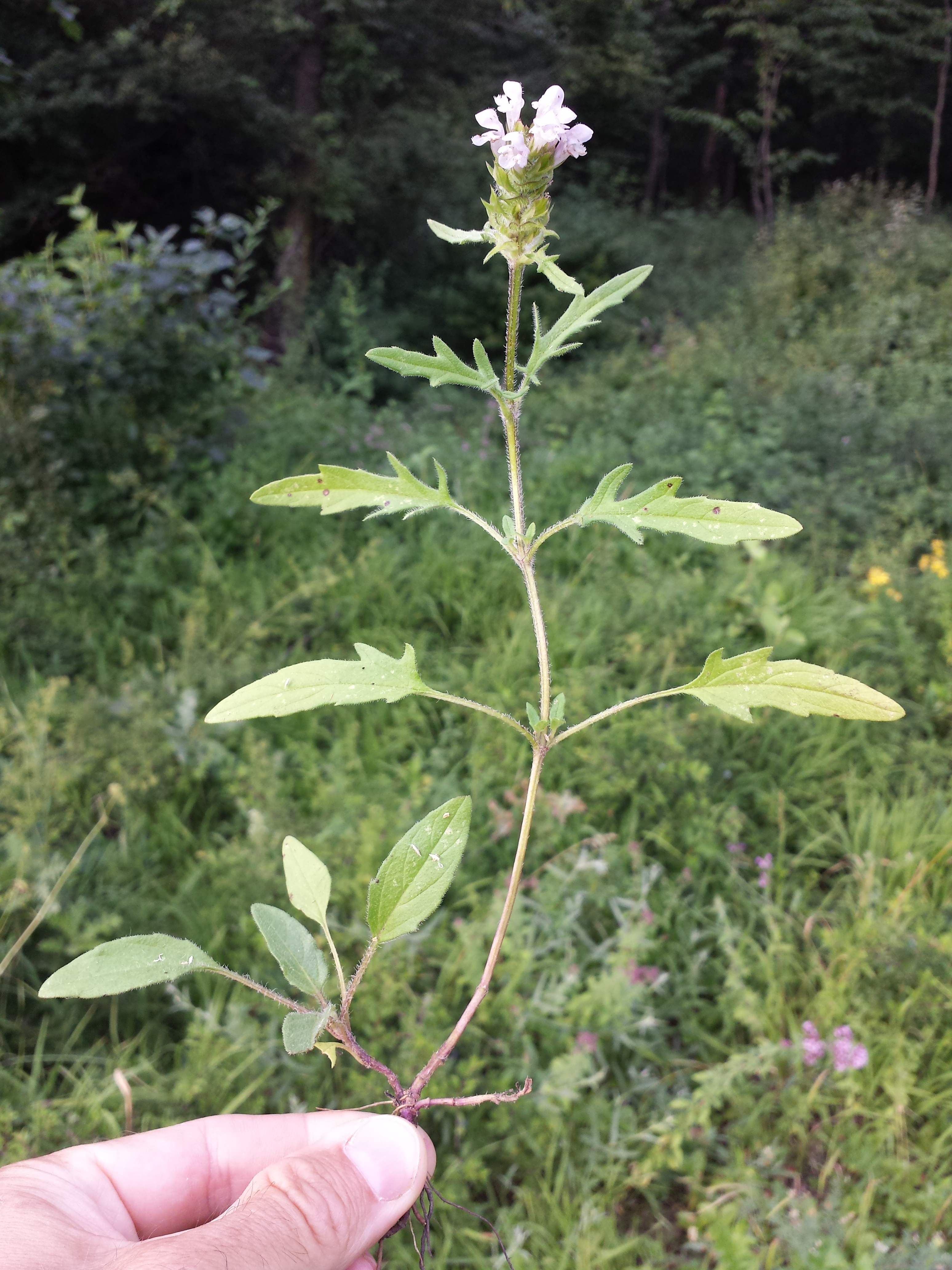
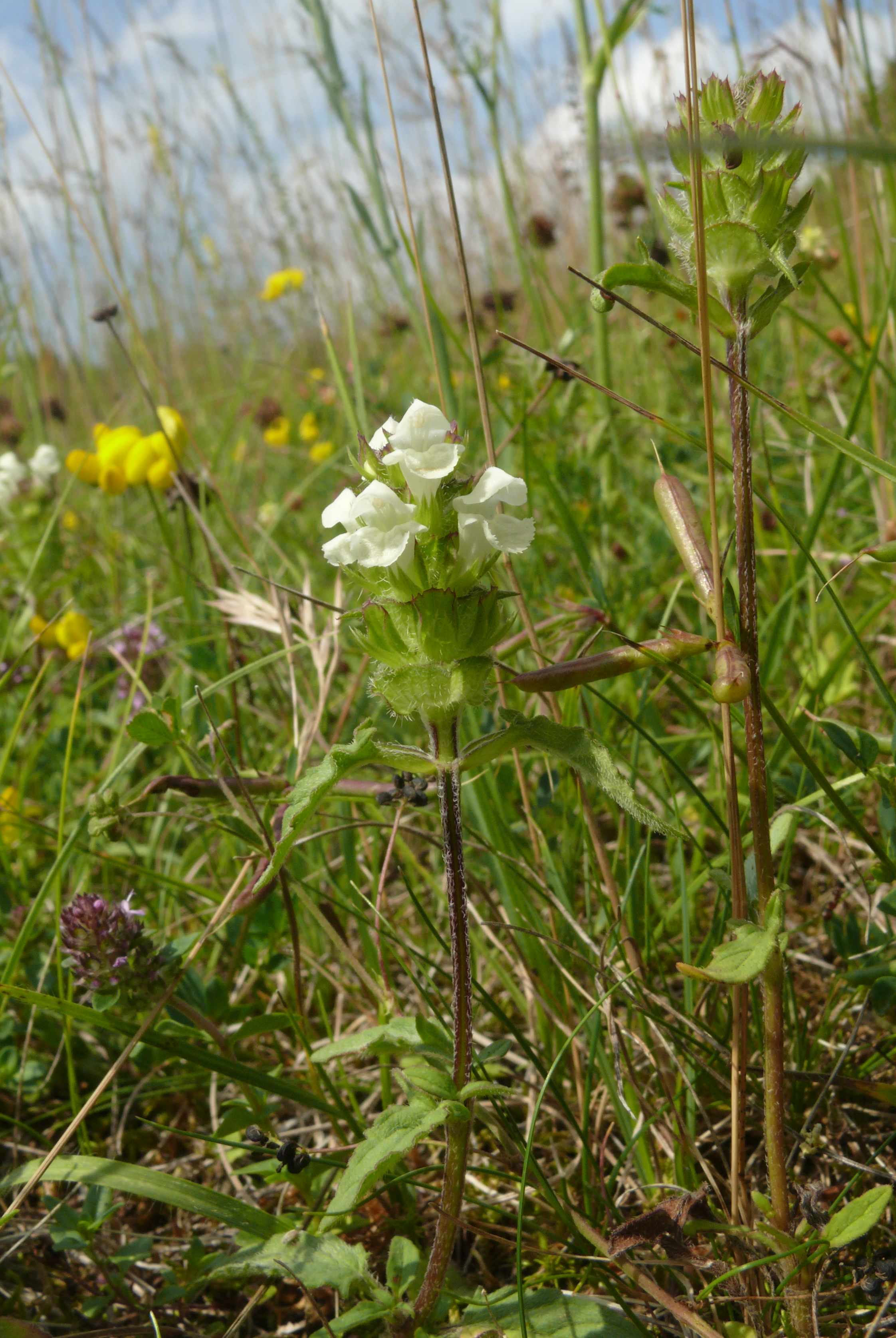
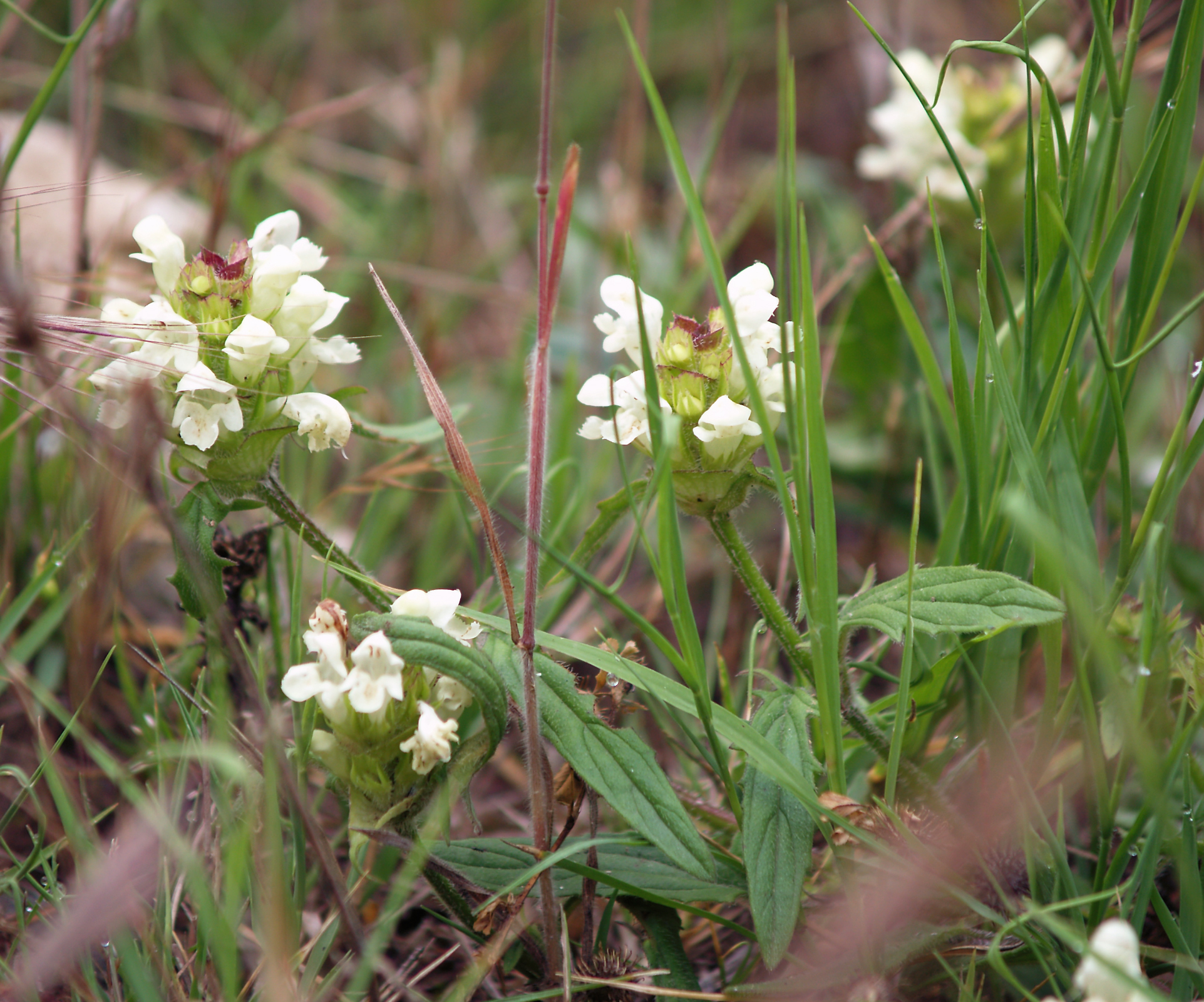
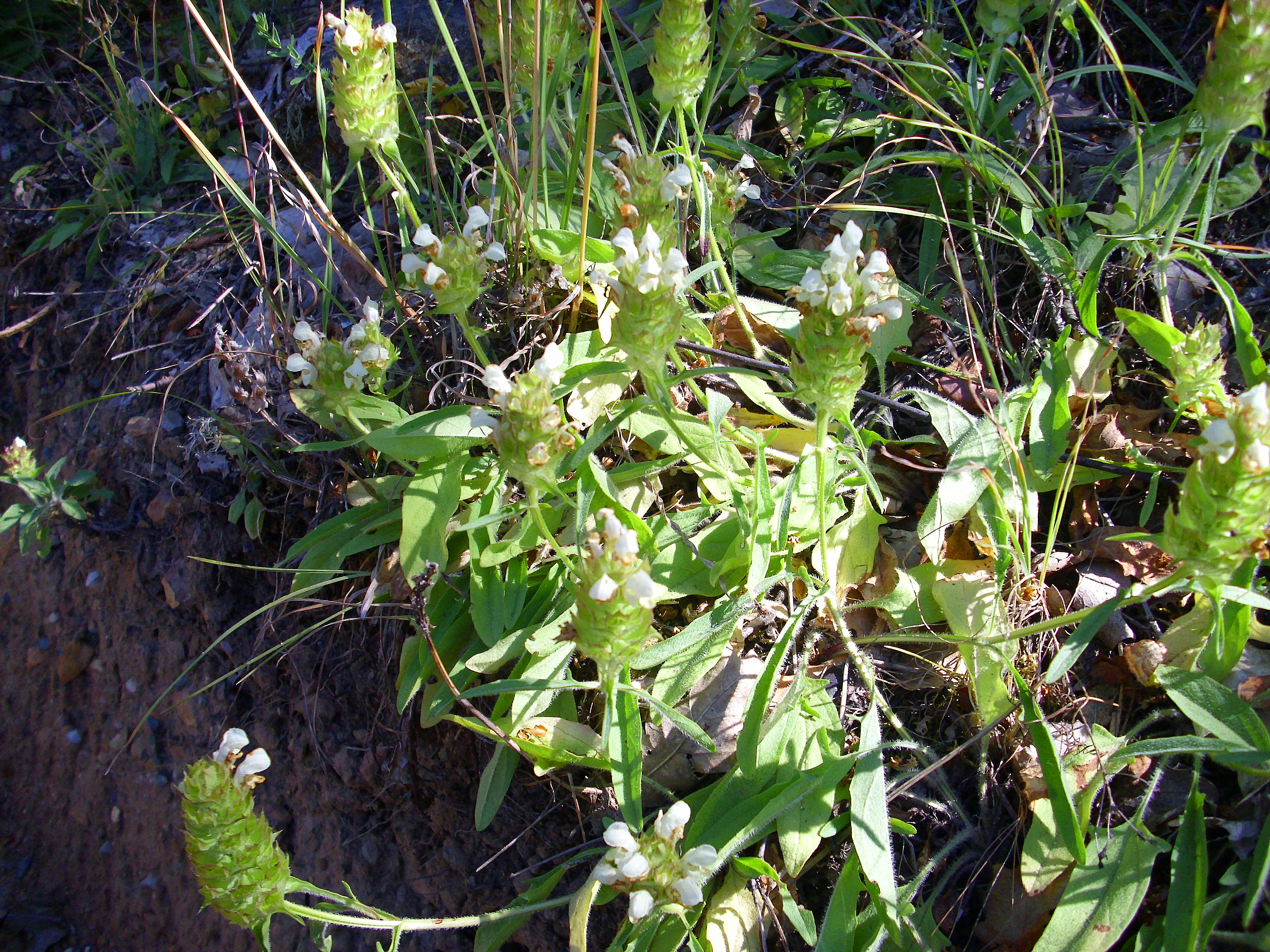
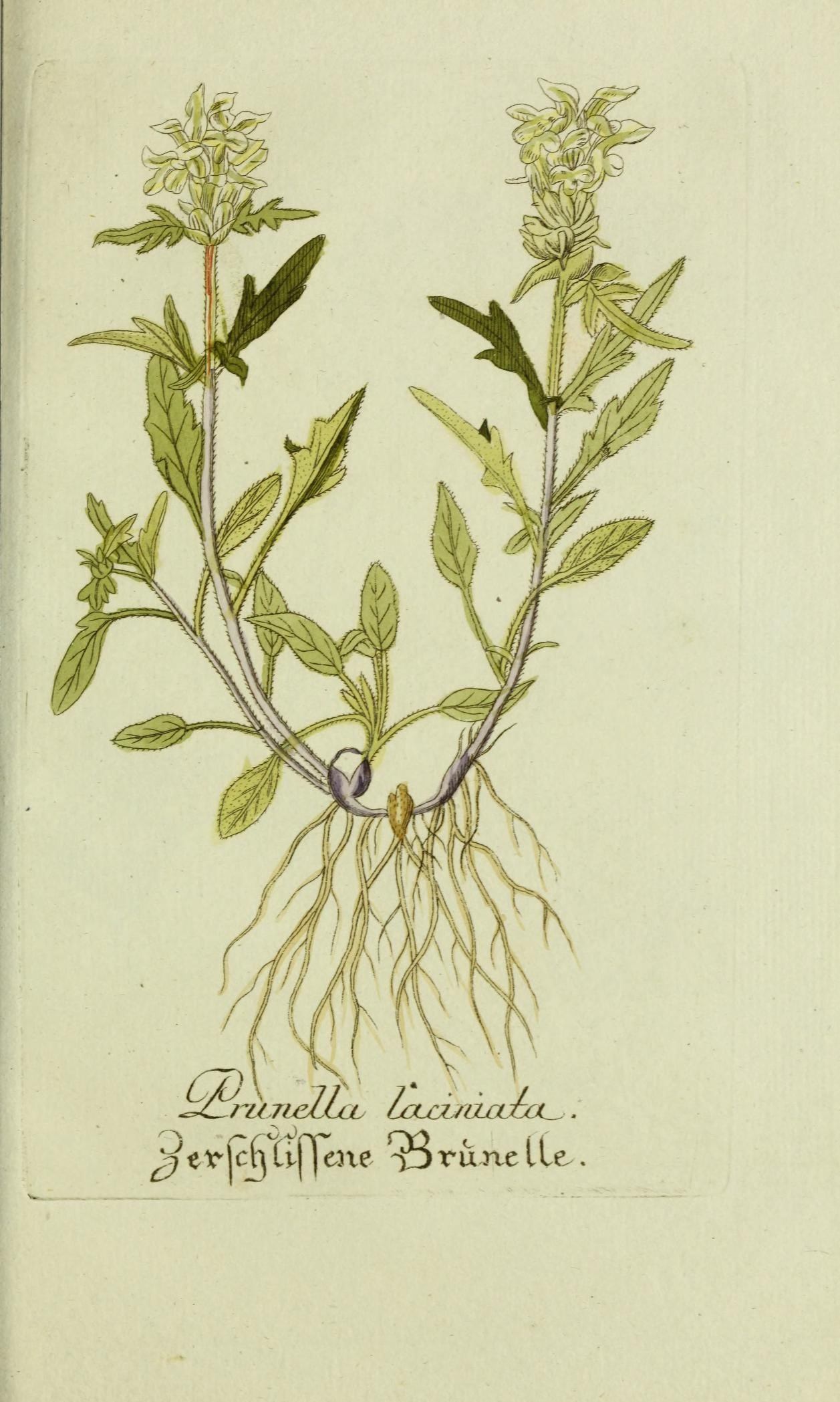
Il·lustració botànica